# NGC 1977
NGC 1977 bezeichnet ein Reflexionsnebel und den jungen, in diesem Sternentstehungsgebiet befindlichen offenen Sternhaufen. NGC 1977 liegt im Sternbild Orion, unmittelbar nördlich des Orion-Nebels, und ist Teil der Orion-A-Molekülwolke in einer Entfernung von etwa 500 Parsec. 
Die NGC-Einträge NGC 1973 und NGC 1975 bezeichnen Teile von NGC 1977. Sie gehen auf Beobachtungen von Heinrich d’Arrest vom 16. Dezember 1862 bzw. 3. Oktober 1864 zurück.